# Dilwale (film, 2015)
 (août 2015).
Si vous disposez d'ouvrages ou d'articles de référence ou si vous connaissez des sites web de qualité traitant du thème abordé ici, merci de compléter l'article en donnant les références utiles à sa vérifiabilité et en les liant à la section « Notes et références ».
Pour plus de détails, voir Fiche technique et Distribution.
Dilwale (littéralement : « Celui du cœur » ou « L'amant ») est un film indien réalisé par Rohit Shetty (en), sorti le 18 décembre 2015.
Écrit par le duo Sajid-Farhad, et produit par Gauri Khan via Red Chillies et Rohit Shetty Production, le film tente de recréer l'alchimie entre le duo Shahrukh Khan et Kajol du film Dilwale Dulhania Le Jayenge. Les principaux acteurs sont Shahrukh Khan, Kajol, Varun Dhawan, Kriti Sanon. La musique est composée par Pritam. Le tournage a eu lieu en Bulgarie, en Inde et en Islande.

## Synopsis
Randhir Bakshi et Dev Malik, pères respectifs de Kaali (Shah Rukh Khan) et Meera (Kajol) sont chefs de deux gangs adverses de la Mafia, ils sont ennemis depuis de nombreuses années. Avec l’intention de reprendre la cargaison d'or que le gang des Bakshi aurait volé, Meera commence à fréquenter Kaali quotidiennement, ce dernier ne connait pas sa vraie identité, et tombe amoureux d'elle. Meera réussi à lui faire avouer toutes les informations sur la cargaison d'or lors d'une de leur discussion, elle décide de reprendre l'or le jour de son anniversaire, jour qu'elle pense idéal pour faire ce cadeau à son père. Kaali est déçu et se sent trahi, il décide tout de même de la voir une dernière fois afin de lui dire deux mots, lors de cette rencontre, il va lui sauver la vie, ce qui va la faire tomber amoureuse de lui à son tour. Malgré quelques hésitations Kaali finit par pardonner Meera, et ils finissent par sortir ensemble. Meera veut faire un pas de plus dans leur relation et ils décident de convaincre leur pères pour leur mariage.
Randhir Bakshi va finalement être d'accord avec le souhait de son fils mais ce n'est pas le cas de Dev Malik qui va leur tendre un piège, qui va séparer Meera et Kaali à la suite d'un malentendu. Meera et sa jeune sœur déménagent loin. Kaali décide de se faire appeler "Raj" et s'occupe de son petit frère.
15 ans plus tard, Veer (Varun Dhawan) frère de Raj, et Ishita (Kriti Sanon) sœur de Meera se rencontrent par hasard et tombent amoureux l'un l'autre puis se mettent en couple, mais le jour où ils décident de se marier, les choses vont se compliquer. Meera refuse d'abord leur union, puis propose à Veer de se marier avec sa sœur à condition d'abandonner Raj. Veer qui aime son frère plus que tout va renoncer.
Toutefois les deux amants ne vont pas se laisser faire si facilement et après avoir su que Meera et Raj s'aimaient dans le passé, ils vont tout faire pour les réunir et pouvoir se marier à leur tour.

## Fiche technique
- Titre original : Dilwali
- Titre original en Hindi : दिलवाले
- Langue : Hindi
- Réalisateur : Rohit Shetty
- Musique : Pritam
- Pays d'origine :  Inde
- Dates de Sortie :

 Inde : 18 décembre 2015
 France : 1er janvier 2016
- Durée : 154 minutes

## Distribution
- Shahrukh Khan  : Raj/Kaali
- Kajol : Meera
- Varun Dhawan : Veer
- Kriti Sanon : Ishita
- Johnny Lever : Munny Bhai
- Chetna Pande : Jenny